# Bojken Lako
Bojken Lako, född den 25 maj 1975 i Tirana i Albanien, är en albansk rocksångare och musiker. Lako ses ofta som en av pionjärerna inom albansk rockmusik.

## Karriär
Bojken Lako föddes 1975 i Albaniens huvudstad Tirana. Han studerade vid skolan Jordan Misja mellan 1989 och 1993. Han har även studerat vid Akademia i Arteve.

### Festivali i Këngës-deltaganden (1999–2012)
Lako deltog under 1990-talet i Festivali i Këngës för första gången. 1999 hette hans bidrag "Asgjë e largët". 2001 deltog han med "Qielli dhe toka". 2009 ställde Lako upp i Festivali i Këngës 48 med låten "Love Love Love" som han själv både skrivit och komponerat. I finalen fick han 98 poäng vilket räckte till att sluta 6:a i tävlingen. Året därpå utsågs Lako till att vara producent för Festivali i Këngës 49, som sedermera vanns av Aurela Gaçe. 2011 deltog Lako i den 50:e upplagan av Festivali i Këngës med låten "Të zakonshëm". Han tog sig till finalen där han fick 18 poäng och slutade på 10:e plats av 20 finalister. För andra året i rad deltog Lako i december 2012 i Festivali i Këngës. Hans låt hette "Lot... jetë? Dashuri" vilket han likt tidigare år själv producerat. Han tog sig till finalen där han, efter att ha fått poäng från samtliga domare, slutade på 8:e plats med 27 poäng.

### Kënga Magjike (2012–2013)
2012 deltog Lako i Ardit Gjebreas musiktävling Kënga Magjike med låten "Bio". Låten hade han både skrivit samt komponerat själv. Lako tog sig vidare till finalen där han slutade på 13:e plats efter att ha fått 441 poäng av de andra deltagarna. Han tilldelades även priset çmimi i tendencë. 2013 deltar han för andra året då han i Kënga Magjike 15 framför bidraget "Harmoni në Sky" i gruppen Bojken Lako Band. Låten är en fortsättning på temat i Lakos låt "Bio" som han tävlade med året innan.

### Bojken Lako Band (2013)
Inför Kënga Magjike 2013 bildade Lako bandet Bojken Lako Band. Gruppen består av Lako själv som sångare och gitarrist, Arnold Halili på trummor, Juxhin Pojani som elgitarrist, Kristi Koçi på keyboard samt Arlind Zerdja som basist. Gruppen består, borsett från Lako själv, av killar i 20-årsåldern. Syftet med gruppen är enligt Lako att skapa nya låtar och sprida energi till publiken genom bra musik. I december 2013 var han en av de sju domare som utsåg vinnaren av Festivali i Këngës 52. I december 2014 deltog gruppen i Festivali i Këngës 53 med låten "Të ndjëj". Låten både skrevs och komponerades av bandmedlemmarna. De tog sig till finalen och slutade där på 2:a plats, efter segrande Elhaida Dani. De fick 62 poäng av juryn mot Danis 82 poäng.

### Solokarriär (2017–idag)
Efter att Bojken Lako Band upplösts framträder Lako återigen som soloartist. I december 2017 deltog han i Festivali i Këngës 56 med bidraget "Sytë e shpirtit" som han själv var upphovsman till. Med bidraget tog han sig vidare till tävlingens final där han slutade oplacerad eftersom han inte var bland de tre högst placerade bidragen. Lako kommer för andra året i rad att ställa upp i festivalen då han i december 2018 kommer att framföra det egenkomponerade bidraget "Jete jetën" i Festivali i Këngës 57.

## Privatliv
Lako är gift med sångerskan Semi Jaupaj från bandet Grifshat. De gifte sig under sommaren 2013. I Festivali i Këngës 49 både skrev och komponerade han hennes bidrag "Dritë" som slutade sist i finalen. Han komponerade även Jaupajs låt "Vetëm" i Kënga Magjike 15. Han har även stått bakom flera av Grifshats låtar, bland annat "E kthjëllet" från Kënga Magjike 14 och "Jashtë lëkure nuk do dal" från Kënga Magjike 13.

## Diskografi

### Studioalbum
- Bojken Lako
- Rrugë

## Filmografi

### Som kompositör
- 2005 – In Tirana und anderswo
- 2009 – Familjët